# مارکو داپر
مارکو داپر (انگلیسی: Marco Dapper؛ زادهٔ ۹ ژوئیهٔ ۱۹۸۳) هنرپیشه و مانکن اهل ایالات متحده آمریکا است.
از فیلم‌ها یا برنامه‌های تلویزیونی که وی در آن نقش داشته‌است می‌توان به ورونیکا مارس، درمانگاه خصوصی اشاره کرد.